# ليزا شيريدان
ليزا شيريدان (بالإنجليزية: Lisa Sheridan)‏ هي ممثلة أمريكية، ولدت في 5 ديسمبر 1974 في الولايات المتحدة.

## أعمال

### مسلسلات
- إن سي آي إس
- خطوة بخطوة
- موردر

## وصلات خارجية
- ليزا شيريدان على موقع IMDb (الإنجليزية)
- ليزا شيريدان على موقع روتن توميتوز (الإنجليزية)
- ليزا شيريدان على موقع ألو سيني (الفرنسية)
- ليزا شيريدان على موقع أول موفي (الإنجليزية)
- ليزا شيريدان على موقع قاعدة بيانات الفيلم (الإنجليزية)
- ليزا شيريدان على موقع كينوبويسك (الروسية)